# Verein für Leibesübungen Bochum 1848 1998-1999
Questa voce raccoglie le informazioni riguardanti il Verein für Leibesübungen Bochum 1848 nelle competizioni ufficiali della stagione 1998-1999.

## Stagione
Nella stagione 1998-1999 il Bochum, allenato da Klaus Toppmöller, concluse il campionato di Bundesliga al 17º posto e fu retrocesso in 2. Bundesliga. In Coppa di Germania il Bochum fu eliminato agli ottavi di finale dal Borussia M'gladbach.

## Rosa
| N. |                       | Ruolo | Calciatore       |
| -- | --------------------- | ----- | ---------------- |
| 1  | Germania (bandiera)   | P     | Maik Kischko     |
| 2  | Germania (bandiera)   | C     | Thomas Stickroth |
| 3  | Germania (bandiera)   | D     | Torsten Kracht   |
| 5  | Polonia (bandiera)    | D     | Tomasz Wałdoch   |
| 6  | Croazia (bandiera)    | D     | Samir Toplak     |
| 7  | Germania (bandiera)   | C     | Kai Michalke     |
| 8  | Germania (bandiera)   | C     | Peter Peschel    |
| 9  | Montenegro (bandiera) | A     | Zdravko Drinčić  |
| 10 | Italia (bandiera)     | C     | Maurizio Gaudino |
| 11 | Germania (bandiera)   | A     | Stefan Kuntz     |
| 12 | Turchia (bandiera)    | C     | Yıldıray Baştürk |
| 13 | Germania (bandiera)   | C     | Norbert Hofmann  |
| 14 | Slovenia (bandiera)   | C     | Emir Džafić      |
| 15 | Germania (bandiera)   | C     | Andreas Zeyer    |
| 16 | Germania (bandiera)   | C     | Björn Joppe      |
| 17 | Germania (bandiera)   | C     | Olaf Schreiber   |

| N. |                      | Ruolo | Calciatore              |
| -- | -------------------- | ----- | ----------------------- |
| 18 | Sudafrica (bandiera) | A     | Delron Buckley          |
| 19 | Germania (bandiera)  | D     | Axel Sundermann         |
| 20 | Croazia (bandiera)   | D     | Alen Petrović           |
| 21 | Germania (bandiera)  | P     | Thomas Ernst            |
| 22 | Germania (bandiera)  | D     | Thomas Reis             |
| 23 | Germania (bandiera)  | D     | Mirko Dickhaut          |
| 24 | Turchia (bandiera)   | A     | Neşat Gülünoğlu         |
| 25 | Germania (bandiera)  | D     | Frank Fahrenhorst       |
| 26 | Germania (bandiera)  | C     | Sebastian Schindzielorz |
| 27 | Germania (bandiera)  | D     | Jan Holland             |
| 28 | Germania (bandiera)  | D     | Michael Bemben          |
| 29 | Polonia (bandiera)   | A     | Jacek Ratajczak         |
| 30 | Germania (bandiera)  | P     | Stefan Wächter          |
| 31 | Germania (bandiera)  | C     | Jan Majewski            |
| 32 | Romania (bandiera)   | A     | Viorel Ion              |
| 33 | Iran (bandiera)      | C     | Mehdi Mahdavikia        |

## Organigramma societario
Area tecnica
- Allenatore: Klaus Toppmöller
- Allenatore in seconda: Frank Heinemann, Ralf Zumdick
- Preparatore dei portieri:
- Preparatori atletici:

## Calciomercato

### Sessione estiva
| Acquisti | Acquisti                | Acquisti          | Acquisti |
| R.       | Nome                    | da                | Modalità |
| -------- | ----------------------- | ----------------- | -------- |
| A        | Zdravko Drinčić         | Vojvodina         |          |
| A        | Viorel Ion              | Oțelul Galați     |          |
| D        | Michael Bemben          | Bochum II         |          |
| C        | Maurizio Gaudino        | Basilea           |          |
| P        | Maik Kischko            | Carl Zeiss Jena   |          |
| A        | Stefan Kuntz            | Arminia Bielefeld |          |
| D        | Alen Petrović           | Dinamo Zagabria   |          |
| A        | Jacek Ratajczak         | Flota Świnoujście |          |
| C        | Sebastian Schindzielorz | Bochum II         |          |
| D        | Samir Toplak            | Varaždin          |          |

| Cessioni | Cessioni           | Cessioni          | Cessioni |
| R.       | Nome               | a                 | Modalità |
| -------- | ------------------ | ----------------- | -------- |
| A        | Henryk Bałuszyński | Arminia Bielefeld |          |
| A        | Georgi Donkov      | Colonia           |          |
| P        | Uwe Gospodarek     | Kaiserslautern    |          |
| C        | Karsten Hutwelker  | Colonia           |          |
| A        | Peter Közle        | Union Berlino     |          |
| C        | Zoran Mamić        | Bayer Leverkusen  |          |
| C        | Mirko Reichel      | Greuther Fürth    |          |
| A        | Danny Winkler      | Kickers Stoccarda |          |
| C        | Dariusz Wosz       | Hertha Berlino    |          |

### Sessione invernale
| Acquisti | Acquisti         | Acquisti   | Acquisti |
| R.       | Nome             | da         | Modalità |
| -------- | ---------------- | ---------- | -------- |
| C        | Mehdi Mahdavikia | Persepolis |          |
| C        | Andreas Zeyer    | Karlsruhe  |          |

| Cessioni | Cessioni | Cessioni | Cessioni |
| R.       | Nome     | a        | Modalità |
| -------- | -------- | -------- | -------- |

## Risultati

### Bundesliga

#### Girone di andata
| Arbitro: | Fröhlich |

|           |           |                                   |
| Kuntz 73’ | Marcatori | 48’ (rig.) Weißhaupt 72’ Iashvili |

| Arbitro: | Fleischer |

|               |           |  |
| Dembiński 33’ | Marcatori |  |

| Arbitro: | Heynemann |

|                           |           |  |
| Fahrenhorst 1’ Toplak 69’ | Marcatori |  |

| Arbitro: | Strampe |

|  |           |             |
|  | Marcatori | 87’ Buckley |

| Arbitro: | Albrecht |

|            |           |                     |
| Kracht 47’ | Marcatori | 52’, 70’ Eijkelkamp |

| Arbitro: | Wack |

|                                    |           |                                 |
| Sundermann 5’ (aut.) Marschall 58’ | Marcatori | 60’ Reis 67’ Buckley 74’ Džafić |

| Bochum 3 ottobre 1998, ore 15:30 CEST 7ª giornata | Bochum   | 0 – 0 referto | Eintracht Francoforte | Ruhrstadion (26 357 spett.)\| Arbitro: \| Dardenne \| |
| Arbitro:                                          | Dardenne |               |                       |                                                       |

| Arbitro: | Meyer |

|                       |           |                  |
| Winkler 4’ Hobsch 21’ | Marcatori | 7’ Schindzielorz |

| Arbitro: | Aust |

|                            |           |              |
| Reis 16’ Schindzielorz 47’ | Marcatori | 11’ Pflipsen |

| Arbitro: | Merk |

|                                               |           |                     |
| Akpoborie 1’, 47’ Ernst 11’ (aut.) Ristić 87’ | Marcatori | 6’ Gaudino 53’ Reis |

| Arbitro: | Fleischer |

|                            |           |  |
| Sundermann 60’ Drinčić 89’ | Marcatori |  |

| Arbitro: | Wagner |

|                        |           |                              |
| Wiesinger 19’ Kuka 46’ | Marcatori | 44’ (rig.), 71’ (rig.) Kuntz |

| Arbitro: | Keßler |

|                        |           |  |
| Wedau 30’ Andersen 74’ | Marcatori |  |

| Arbitro: | Fandel |

|          |           |                                                          |
| Reis 64’ | Marcatori | 15’ Beinlich 43’ Živković 61’ Rink 71’ Heintze 78’ Kovač |

| Arbitro: | Sippel |

|                                          |           |         |
| Juskowiak 1’, 20’ Präger 76’ Greiner 78’ | Marcatori | 36’ Ion |

| Arbitro: | Heynemann |

|                             |           |                               |
| Hofmann 3’ Kuntz 87’ (rig.) | Marcatori | 45’ Jancker 88’ (rig.) Strunz |

| Arbitro: | Wack |

|                             |           |  |
| Neuville 21’, 86’ Majak 78’ | Marcatori |  |

#### Girone di ritorno
| Arbitro: | Steinborn |

|          |           |                   |
| Baya 50’ | Marcatori | 90’ Schindzielorz |

| Arbitro: | Stark |

|            |           |           |
| Aílton 87’ | Marcatori | 20’ Kuntz |

| Arbitro: | Merk |

|  |           |            |
|  | Marcatori | 29’ Ricken |

| Arbitro: | Fröhlich |

|                               |           |                             |
| Mulder 18’ (rig.) Büskens 28’ | Marcatori | 20’ (rig.) Reis 23’ Baştürk |

| Arbitro: | Dardenne |

|                                   |           |  |
| Fischer 21’ (aut.) Mahdavikia 81’ | Marcatori |  |

| Arbitro: | Strampe |

|           |           |                        |
| Zeyer 42’ | Marcatori | 59’ Ratinho 86’ Rösler |

| Arbitro: | Koop |

|              |           |  |
| Fjørtoft 86’ | Marcatori |  |

| Arbitro: | Wagner |

|                       |           |  |
| Buckley 56’ Zeyer 90’ | Marcatori |  |

| Arbitro: | Heynemann |

|                        |           |                            |
| Ašanin 65’ Paßlack 90’ | Marcatori | 76’ Peschel 90’ Mahdavikia |

| Arbitro: | Fleischer |

|                                                |           |                         |
| Mahdavikia 60’ (rig.) Michalke 75’ Buckley 79’ | Marcatori | 42’, 45’, 53’ Akpoborie |

| Arbitro: | Buchhart |

|                                       |           |             |
| Wosz 14’, 80’ Herzog 18’ Hartmann 37’ | Marcatori | 72’ Buckley |

| Arbitro: | Berg |

|  |           |                          |
|  | Marcatori | 16’, 70’ Ćirić 65’ Kurth |

| Arbitro: | Zerr |

|  |           |                       |
|  | Marcatori | 25’ Hajto 55’ Wohlert |

| Arbitro: | Kemmling |

|                        |           |  |
| Kirsten 21’ Hejduk 63’ | Marcatori |  |

| Arbitro: | Steinborn |

|  |           |                          |
|  | Marcatori | 27’ Thomsen 74’ Baumgart |

| Arbitro: | Fröhlich |

|                                                    |           |                       |
| Basler 50’ Jancker 60’ Scholl 78’ Salihamidžić 89’ | Marcatori | 43’ Gaudino 64’ Zeyer |

| Arbitro: | Merk |

|                       |           |                                  |
| Kuntz 71’ Peschel 74’ | Marcatori | 37’ Neuville 77’ Agali 83’ Majak |

### Coppa di Germania
| Arbitro: | Wendorf |

|                       |           |                                                               |
| Milde 49’ (rig.), 82’ | Marcatori | 40’ Peschel 48’ Fahrenhorst 54’ Michalke 66’ (rig.), 90’ Reis |

| Arbitro: | Buchhart |

|                                                   |                      |                                                          |
| Rösler 6’ (rig.)                                  | Marcatori            | 58’ (rig.) Petrović                                      |
| Schjønberg Rische Marschall Ballack Kamouna Riedl | Tiri di rigore 4 – 5 | Sundermann Baştürk Petrović Džafić Hofmann Schindzielorz |

| Arbitro: | Steinborn |

|  |           |             |
|  | Marcatori | 10’ Polster |

## Statistiche

### Statistiche di squadra
| Competizione      | Punti | In casa | In casa | In casa | In casa | In casa | In casa | In trasferta | In trasferta | In trasferta | In trasferta | In trasferta | In trasferta | Totale | Totale | Totale | Totale | Totale | Totale | DR  |
| Competizione      | Punti | G       | V       | N       | P       | Gf      | Gs      | G            | V            | N            | P            | Gf           | Gs           | G      | V      | N      | P      | Gf     | Gs     | DR  |
| ----------------- | ----- | ------- | ------- | ------- | ------- | ------- | ------- | ------------ | ------------ | ------------ | ------------ | ------------ | ------------ | ------ | ------ | ------ | ------ | ------ | ------ | --- |
| Bundesliga        | 29    | 17      | 5       | 3       | 9       | 21      | 28      | 17           | 2            | 5            | 10           | 19           | 37           | 34     | 7      | 8      | 19     | 40     | 65     | -25 |
| Coppa di Germania | -     | 1       | 0       | 0       | 1       | 0       | 1       | 2            | 1            | 1            | 0            | 6            | 3            | 3      | 1      | 1      | 1      | 6      | 4      | +2  |
| Totale            | 29    | 18      | 5       | 3       | 10      | 21      | 29      | 19           | 3            | 6            | 10           | 25           | 40           | 37     | 8      | 9      | 20     | 46     | 69     | -23 |

### Andamento in campionato
| Giornata  | 1  | 2  | 3  | 4 | 5  | 6 | 7 | 8  | 9 | 10 | 11 | 12 | 13 | 14 | 15 | 16 | 17 | 18 | 19 | 20 | 21 | 22 | 23 | 24 | 25 | 26 | 27 | 28 | 29 | 30 | 31 | 32 | 33 | 34 |
| --------- | -- | -- | -- | - | -- | - | - | -- | - | -- | -- | -- | -- | -- | -- | -- | -- | -- | -- | -- | -- | -- | -- | -- | -- | -- | -- | -- | -- | -- | -- | -- | -- | -- |
| Luogo     | C  | T  | C  | T | C  | T | C | T  | C | T  | C  | T  | T  | C  | T  | C  | T  | T  | T  | C  | T  | C  | C  | T  | C  | T  | C  | T  | C  | C  | T  | C  | T  | C  |
| Risultato | P  | P  | V  | V | P  | V | N | P  | V | P  | V  | N  | P  | P  | P  | N  | P  | N  | N  | P  | N  | V  | P  | P  | V  | N  | N  | P  | P  | P  | P  | P  | P  | P  |
| Posizione | 11 | 18 | 13 | 7 | 11 | 7 | 8 | 10 | 7 | 10 | 9  | 9  | 9  | 10 | 11 | 13 | 14 | 14 | 12 | 12 | 13 | 13 | 13 | 14 | 14 | 13 | 13 | 14 | 16 | 16 | 16 | 17 | 17 | 17 |

Legenda:

Luogo: C = Casa; T = Trasferta. Risultato: V = Vittoria; N = Pareggio; P = Sconfitta.

### Statistiche dei giocatori
| Giocatore        | Bundesliga | Bundesliga | Bundesliga  | Bundesliga | Coppa di Germania | Coppa di Germania | Coppa di Germania | Coppa di Germania | Totale   | Totale | Totale      | Totale     |
| Giocatore        | Presenze   | Reti       | Ammonizioni | Espulsioni | Presenze          | Reti              | Ammonizioni       | Espulsioni        | Presenze | Reti   | Ammonizioni | Espulsioni |
| ---------------- | ---------- | ---------- | ----------- | ---------- | ----------------- | ----------------- | ----------------- | ----------------- | -------- | ------ | ----------- | ---------- |
| Y. Baştürk       | 28         | 1          | 6           | 0          | 3                 | 0                 | 0                 | 0                 | 31       | 1      | 6           | 0          |
| M. Bemben        | 8          | 0          | 2           | 0          | 1                 | 0                 | 1                 | 0                 | 9        | 0      | 3           | 0          |
| D. Buckley       | 33         | 5          | 3           | 0          | 3                 | 0                 | 0                 | 0                 | 36       | 5      | 3           | 0          |
| M. Dickhaut      | 3          | 0          | 0           | 0          | 0                 | 0                 | 0                 | 0                 | 3        | 0      | 0           | 0          |
| Z. Drinčić       | 16         | 1          | 4           | 0          | 0                 | 0                 | 0                 | 0                 | 16       | 1      | 4           | 0          |
| E. Džafić        | 6          | 1          | 0           | 0          | 1                 | 0                 | 0                 | 0                 | 7        | 1      | 0           | 0          |
| T. Ernst         | 32         | 0          | 1           | 0          | 2                 | 0                 | 0                 | 0                 | 34       | 0      | 1           | 0          |
| F. Fahrenhorst   | 18         | 1          | 4           | 1          | 3                 | 1                 | 3                 | 0                 | 21       | 2      | 7           | 1          |
| M. Gaudino       | 20         | 2          | 2           | 1          | 1                 | 0                 | 0                 | 0                 | 21       | 2      | 2           | 1          |
| N. Gülünoğlu     | 12         | 0          | 1           | 0          | 2                 | 0                 | 1                 | 0                 | 14       | 0      | 2           | 0          |
| N. Hofmann       | 27         | 1          | 3           | 0          | 3                 | 0                 | 1                 | 0                 | 30       | 1      | 4           | 0          |
| J. Holland       | 0          | 0          | 0           | 0          | 0                 | 0                 | 0                 | 0                 | 0        | 0      | 0           | 0          |
| V. Ion           | 12         | 1          | 3           | 0          | 0                 | 0                 | 0                 | 0                 | 12       | 1      | 3           | 0          |
| B. Joppe         | 3          | 0          | 0           | 0          | 0                 | 0                 | 0                 | 0                 | 3        | 0      | 0           | 0          |
| M. Kischko       | 2          | 0          | 0           | 0          | 1                 | 0                 | 0                 | 0                 | 3        | 0      | 0           | 0          |
| T. Kracht        | 26         | 1          | 4           | 1          | 2                 | 0                 | 0                 | 0                 | 28       | 1      | 4           | 1          |
| S. Kuntz         | 20         | 6          | 1           | 0          | 1                 | 0                 | 0                 | 0                 | 21       | 6      | 1           | 0          |
| M. Mahdavikia    | 12         | 3          | 1           | 0          | 0                 | 0                 | 0                 | 0                 | 12       | 3      | 1           | 0          |
| J. Majewski      | 1          | 0          | 0           | 0          | 1                 | 0                 | 0                 | 0                 | 2        | 0      | 0           | 0          |
| K. Michalke      | 12         | 1          | 1           | 1          | 1                 | 1                 | 1                 | 0                 | 13       | 2      | 2           | 1          |
| P. Peschel       | 16         | 2          | 7           | 0          | 2                 | 1                 | 0                 | 0                 | 18       | 3      | 7           | 0          |
| A. Petrović      | 7          | 0          | 0           | 0          | 2                 | 1                 | 0                 | 0                 | 9        | 1      | 0           | 0          |
| J. Ratajczak     | 0          | 0          | 0           | 0          | 0                 | 0                 | 0                 | 0                 | 0        | 0      | 0           | 0          |
| T. Reis          | 25         | 5          | 4           | 0          | 2                 | 2                 | 0                 | 0                 | 27       | 7      | 4           | 0          |
| S. Schindzielorz | 28         | 3          | 4           | 0          | 2                 | 0                 | 1                 | 0                 | 30       | 3      | 5           | 0          |
| O. Schreiber     | 10         | 0          | 1           | 0          | 1                 | 0                 | 0                 | 0                 | 11       | 0      | 1           | 0          |
| T. Stickroth     | 3          | 0          | 1           | 0          | 0                 | 0                 | 0                 | 0                 | 3        | 0      | 1           | 0          |
| A. Sundermann    | 31         | 1          | 9           | 1          | 3                 | 0                 | 1                 | 0                 | 34       | 1      | 10          | 1          |
| S. Toplak        | 23         | 1          | 3           | 0          | 2                 | 0                 | 0                 | 0                 | 25       | 1      | 3           | 0          |
| T. Wałdoch       | 27         | 0          | 7           | 0          | 3                 | 0                 | 0                 | 0                 | 30       | 0      | 7           | 0          |
| S. Wächter       | 0          | 0          | 0           | 0          | 0                 | 0                 | 0                 | 0                 | 0        | 0      | 0           | 0          |
| A. Zeyer         | 11         | 3          | 2           | 0          | 0                 | 0                 | 0                 | 0                 | 11       | 3      | 2           | 0          |